# Helioprosopa liciata
Helioprosopa liciata là một loài ruồi trong họ Tachinidae.